# Oscar Ruggeri
Óscar Alfredo Ruggeri (ur. 26 stycznia 1962 w Corral de Bustos) – argentyński piłkarz grający na pozycji środkowego obrońcy.

## Kariera klubowa
Oscar Ruggeri jest wychowankiem stołecznego Boca Juniors, w którego pierwszym zespole zadebiutował 8 czerwca 1980 w spotkaniu z Newel’s Old Boys. W trakcie pobytu w klubie zdobył jedno mistrzostwo Argentyny, zanim w 1985 roku wraz z Ricardo Garecą odszedł do lokalnego rywala – River Plate. Tam w samym tylko 1986 roku wygrał tryplet: mistrzostwo Argentyny, Copa Libertadores i Puchar Interkontynentalny.
W 1988 roku Ruggeri wyjechał na Stary Kontynent, zostając piłkarzem hiszpańskiego CD Logroñés. Pierwszy sezon w Hiszpanii był dla Argentyńczyka niezwykle udany – piłkarz został wybrany najlepszym obcokrajowcem ligi, czego skutkiem był transfer do Realu Madryt. W Madrycie spędził tylko sezon, zwieńczony zdobyciem mistrzostwa Hiszpanii. W 1990 wrócił do Argentyny zostając piłkarzem Vélezu Sársfield. W 1991 roku piłkarz został wybrany piłkarzem roku Argentyny oraz najlepszego piłkarzem kontynentu.
Rok później, na pół roku wrócił do Europy, zostając piłkarzem włoskiej Ancony. Szybko jednak przeniósł się do Meksyku, gdzie został graczem Clubu América, gdzie zdobył puchar Ligi Mistrzów CONCACAF. Na początku 1994 roku, obrońca wrócił do Argentyny, zostając piłkarzem stołecznego San Lorenzo. W trakcie gry dla klubu, po raz trzeci został mistrzem kraju. W 1997 roku przeniósł się do Lanus, gdzie po pół roku gry zakończył karierę sportową w wieku 35 lat.
| Sezon   | Klub            | Kraj      | Rozgrywki        | Mecze | Bramki |
| ------- | --------------- | --------- | ---------------- | ----- | ------ |
| 1980    | Boca Juniors    | Argentyna | Primera División | 21    | 2      |
| 1981    | Boca Juniors    | Argentyna | Primera División | 31    | 1      |
| 1982    | Boca Juniors    | Argentyna | Primera División | 43    | 3      |
| 1983    | Boca Juniors    | Argentyna | Primera División | 19    | 1      |
| 1984    | Boca Juniors    | Argentyna | Primera División | 28    | 1      |
| 1985    | Boca Juniors    | Argentyna | Primera División | 13    | 1      |
| 1985–86 | River Plate     | Argentyna | Primera División | 35    | 1      |
| 1986–87 | River Plate     | Argentyna | Primera División | 18    | 1      |
| 1987–88 | River Plate     | Argentyna | Primera División | 28    | 2      |
| 1988–89 | UD Logroñés     | Hiszpania | Primera División | 37    | 1      |
| 1989–90 | Real Madryt     | Hiszpania | Primera División | 31    | 4      |
| 1990–91 | Vélez Sársfield | Argentyna | Primera División | 31    | 1      |
| 1991–92 | Vélez Sársfield | Argentyna | Primera División | 24    | 4      |
| 1992–93 | Ancona          | Włochy    | Serie A          | 7     | 1      |
| 1992–93 | Club América    | Meksyk    | Liga MX          | 24    | 4      |
| 1994    | San Lorenzo     | Argentyna | Primera División | 22    | 1      |
| 1995    | San Lorenzo     | Argentyna | Primera División | 35    | 3      |
| 1996    | San Lorenzo     | Argentyna | Primera División | 27    | 5      |
| 1997    | San Lorenzo     | Argentyna | Primera División | 17    | 1      |
| 1997    | Lanús           | Argentyna | Primera División | 13    | 2      |

## Kariera reprezentacyjna
Ruggeri zadebiutował w reprezentacji Argentyny 1 września 1984 w spotkaniu przeciwko Szwajcarii (0:2).
Uczestnik trzech mundiali. Na turnieju w 1986 roku Argentyna zdobyła złoty medal, a zawodnik rozegrał wszystkie siedem spotkań w pełnym wymiarze czasowym i zdobył jednego gola w grupowym spotkaniu z Koreą Południową (3:1). Cztery lata później, w 1990 roku doznał kontuzji kolana w otwierającym spotkaniu z Kamerunem (0:1), która wykluczyła go z udziału dwóch kolejnych spotkań. Do gry wrócił na spotkanie z Brazylią w 1/8 finału, rozgrywając w pełnym wymiarze czasowym późniejsze spotkania: w ćwierćfinale spotkanie przeciwko Jugosławii oraz półfinałowe z Włochami. W finałowym spotkaniu przeciwko RFN (0:1), odnowiła się kontuzja kolana przez co został zmieniony po pierwszej połowie gry.
Na swoim trzecim mundialu Ruggeri rozegrał cztery spotkania, pełniąc funkcję kapitana drużyny po wykluczeniu z turnieju Diego Maradony. Karierę reprezentacyjną piłkarz zakończył po przegranym spotkaniu 1/8 finału z Rumunią (2:3).

## Sukcesy
Klubowe
Boca Juniors
- Primera División: 1981 Metropolitano

River Plate
- Primera División: 1985–86
- Copa Libertadores: 1986
- Puchar Interkontynentalny: 1986
- Copa Interamericana: 1986

Real Madryt
- La Liga: 1989–90

Club América
- Liga Mistrzów CONCACAF: 1992

San Lorenzo
- Primera División: 1995 Clausura

Reprezentacyjne Argentyna
- Złoty medal Mistrzostw Świata: 1986
- Srebrny medal Mistrzostw Świata: 1990

- Copa América: 1991, 1993
- Puchar Konfederacji: 1992

Indywidualne
- Obcokrajowiec roku La Liga: 1989
- Piłkarz roku w Argentynie: 1991

- Najlepszy piłkarz Ameryki Południowej: 1991
- Drużyna roku Ameryki Południowej: 1986, 1991